# Парис, Джинислао Францевич
Джинислао Чезаре Антонио Парис (итал. Ginislao Cesare Antonio Paris, в России — Джинислао Францевич Парис; 15 марта 1852, Неаполь — не ранее 1917) — итальянско-русский музыкант, тромбонист. Один из первых известных руководителей ансамбля мандолин в России.

## Биография
Родители: Франческо Парис и Мария Грация Виоланте.
С 1868 по 1872 год служил добровольцем в итальянской армии.
С 1 января 1876 года принят на службу артистом-тромбонистом в оркестр Императорской русской оперы в С.-Петербурге.
В 1879 году женился на Марии Александровне Штрассер. В браке родились две дочери Виолетта-Тамара (р. 1882) и Маргарита (р. 1883).
В 1880-х годах возглавлял C.-Петербургский кружок мандолинистов и гитаристов, на базе которого Парисом был создан первый в России полный неаполитанский оркестр. Флавий Соколов в своей книге отмечал, что именно оркестр под управлением Париса вдохновил Василия Андреева (участвовавшего в совместных с Парисом благотворительных концертах) на создание Великорусского оркестра народных инструментов.
Карло Грациани-Вальтер, известный итальянский мандолинист и композитор, посвятил переложение для мандолины из оперы «Фауст» Гуно Джинислао Парису.
Джинислао Парис участвовал в деятельности итальянского благотворительного общества С.-Петербурга, в 1881 году входил в ревизионную комиссию этого общества вместе с другим итальянцем, скрипичным мастером Пьетро Боццоло. Концерты оркестра носили благотворительный характер. Сборы перечислялись в итальянское благотворительное общество.
В оркестре Императорской оперы, в одно время с Парисом, играл на флейте ещё один известный итальянец — Эрнест Кёлер. В 1886 году издательством Циммермана была издана «Новая, практическая, весьма понятная школа для мандолины» Эрнеста Келера — первое учебное пособие для мандолины, написанное в России. Кёлер, по-видимому, тоже принимал участие в кружке Париса.
Танцор балета и балетмейстер Михаил Фокин в своих мемуарах «Против течения» писал о своём участии в кружке Париса и своём увлечении мандолиной.
В 1899 году Парис принял российское подданство, а в 1900 году вышел в отставку из оркестра Императорской Оперы по состоянию здоровья. За усердную 24-летнюю службу Парису была назначена пенсия 750 руб. в год.
В 1903 году Парис совместно с Риккардо Дриго написал музыку к шуточной опере «Сон Услады» для ежегодного праздника артистов в пользу РТО (с участием К. А. Варламова)
В 1905 году в Риме, у мастера по изготовлению музыкальных инструментов Луиджи Эмбергера Парис заказал несколько мандолин разных размеров по своим собственным чертежам. В настоящее время известны всего четыре оригинальных инструмента системы Джинислао Париса: мандолина в коллекции Санкт-Петербургского государственного музея театрального и музыкального искусства, а также три инструмента в частных коллекциях за рубежом — мандолина, мандола и мандолина-люта.
В 1907 году давал уроки игры на мандолине в Обществе содействия нравственному, умственному и физическому развитию молодых людей «Маяк».
Последнее известное упоминание о Парисе имеется в адресном справочнике «Весь Петроград» за 1917 год.
В 2023 году небольшой парк в районе Монтекальварио, в Неаполе был назван в честь Джинислао Париса.